# Обручев, Владимир Афанасьевич (генерал)
Влади́мир Афана́сьевич О́бручев (1795—1866) — русский военный и государственный деятель, генерал от инфантерии. Участник Наполеоновских войн, русско-турецкой войны 1828-1829 гг. и Польской кампании 1831 года. Оренбургский военный губернатор (1842—1851).

## Биография
Потомственный дворянин, сын военного инженера генерал-майора Афанасия Николаевича Обручева, родился в Архангельской губернии.
Благодаря отцу, в двенадцатилетнем возрасте поступил в инженерный корпус. В 1808 году был произведён в подпоручики.
Во время Отечественной войны 1812 года Обручев состоял адъютантом при генерал-майоре И. И. Дибиче. За боевые отличия был награждён орденом Святого Владимира 4-й степени с бантом.
В 1813 году за отличие при Чашниках Обручев был переведён в лейб-гвардии Преображенский полк, за Бауцен получил золотое оружие.
В 1817 году он был назначен командиром Нарвского пехотного полка, в 1823 году — начальником штаба 2-го пехотного корпуса, в следующем году произведён в генерал-майоры.
По воспоминаниям декабриста С. П. Трубецкого, Обручев был членом одного из тайных обществ, но при расследовании событий 1825 года к следствию не привлекался.
В 1828 году в должности дежурного генерала 2-й армии В. А. Обручев участвовал в войне с Турцией и по её окончании был награждён орденом Святой Анны 1-й степени.
В 1831 году за боевые отличия в польской кампании Обручев был произведен в генерал-лейтенанты, а за штурм Варшавы удостоен орденом Святого Георгия 3-й степени.
В 1832 году В. А. Обручев получил в командование 1-ю пехотную дивизию, в следующем году — 3-ю гренадерскую, а в 1842 году был назначен командиром отдельного Оренбургского корпуса, Оренбургским военным губернатором и управляющим гражданской частью. В Оренбург Обручев прибыл 3 июля того же года. Здесь им были предприняты экспедиции: в 1846 году — на восточный берег Каспийского моря, в 1847 году — вглубь степей, до реки Сыр-Дарьи, где он возвёл Раимское укрепление.
В 1851 году он был назначен сенатором, а в 1859 году — председателем генерал-аудиториата.

## Награды
- Орден Святой Анны 4-й степени (7 декабря 1811)
- Орден Святого Владимира 4-й степени с бантом (1812)
- Орден Святой Анны 2-й степени (31 июля 1813)
- Золотая шпага с надписью «За храбрость» (15 сентября 1813)
- Орден Святого Владимира 3-й степени (13 марта 1814)
- Алмазные знаки к ордену Святой Анны 2-й степени (10 июня 1814)
- Орден Святой Анны 1-й степени (9 июня 1829)
- Орден Святого Владимира 2-й степени (6 декабря 1829)
- Орден Святого Георгия 4-й степени (№ 4295, 19 декабря 1829)
- Императорская корона к ордену Святой Анны 1-й степени (13 апреля 1831)
- Орден Святого Георгия 3-й степени (№ 444, 18 октября 1831)
- Знак отличия за военное достоинство 2-й степени (1831)
- Орден Белого орла (1 августа 1840)
- Орден Святого Александра Невского (15 апреля 1845)
- Орден Святого Владимира 1-й степени (25 января 1848)
- Бриллиантовые знаки к ордену Святого Александра Невского (21 марта 1851)

## Память

Названный в честь Обручева паровой баркас, принимал участие в боевых действиях на Сыр-Дарье

В честь Оренбургского военного губернатора в 1848 году был назван остров Обручева (ныне исчез) в Аральском море.
В 1852 году в честь генерала назван паровой баркас «Обручев».